# کوسکوس خالدار معمولی
کوسکوس خالدار معمولی (نام علمی: Spilocuscus maculatus) گونه‌ای کوسکوس از سرده کوسکوس‌های خال‌دار متعلق به تیره درخت‌نوردان کیسه‌دار است. این جانور به خاطر ظاهر منحصربه‌فردش با چهره‌ای بی‌مو و صورتی‌رنگ، گوش‌های کوچک، و چشم‌های قرمزرنگ رو به جلو شناخته شده است. او در شبه‌جزیره کیپ یورک در شمال غربی استرالیا، گینه نو، و بعضی جزایر اطراف زندگی می‌کند.
کوسکوس‌های خالدار معمولی وزنی میان ۴٫۵–۱٫۵ کیلوگرم دارند. در جنگل‌های باران‌خیز زندگی می‌کنند. پوست آن‌ها صخیم، در بالا به رنگ خاکستری و زیر به رنگ سفید، و دارای لکه‌های سفید است. غذای این جانور میوه‌ها، برگ گیاهان، گل‌ها، و حشرات است.